# HK HIT Casino Kranjska Gora
Le HK HIT Casino Kranjska Gora est un club de hockey sur glace de Kranjska Gora en Slovénie.

## Historique
Il a évolué dans le Championnat de Slovénie de hockey sur glace jusqu'en 2006.

## Ancien joueur
- Anže Kopitar joueur de la Ligue nationale de hockey.